# Жоакин Энрике
Жоакин Энрике Перейра Силва (порт. Joaquim Henrique Pereira Silva; род. 28 декабря 1998, Нова-Эра, Минас-Жерайс) — бразильский футболист, полузащитник клуба «Сантос».

## Клубная карьера
Жоакин — воспитанник клуб УРТ. В 2019 году он перешёл в «Паулисту», а после выступал за команды низших дивизионов «Муриси», «Сан-Хосе» и «Ботафого». В 2021 году Жоакин подписал контракт с «Куябой», но для получения игровой практики был отдан в аренду в «Ботафого» из Рибейран-Прету. 25 января 2022 года в матче Лиги Паулиста против «Санто-Андре» он дебютировал за новую команду. По окончании аренды Жоакин вернулся в «Куябу». 19 июня в матче против «Сеары» он дебютировал в бразильской Серии A. 3 июля в поединке против «Аваи» Энрике забил свой первый гол за «Куябу».